# Teletype Model 33

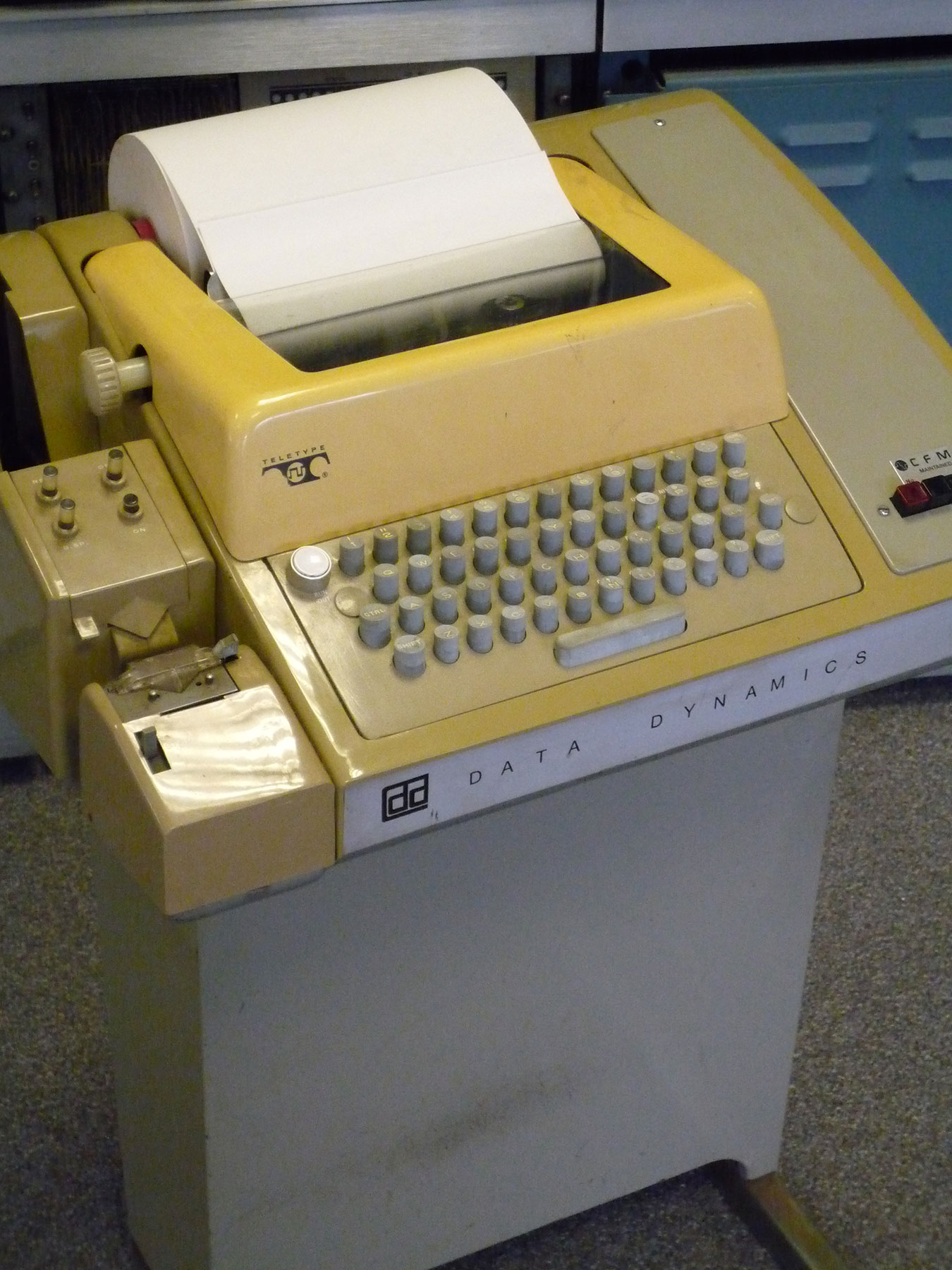
Teletype Model 33 ASR amb lector-perforador de cinta perforada

El Teletype Model 33 va ser introduït per l'empresa nord-americana Teletype Corporation el 1963 i es va deixar de fabricar fins a l'any 1981. Era una versió simplificada i més barata del Teletype Model 35 d'altes prestacions.
Entre els usuaris, fins i tot en la documentació dels fabricants d'ordinadors que l'utilitzaven, com Digital Equipment Corporation (DEC) o en l'entorn de distribució, com per exemple, Micro Instrumentation and Telemetry Systems, comercialitzaven el Teletype Model 33 ASR com "Teletype ASR-33". En realitat, les tres lletres de l'abreviatura ASR representen només un model d'un total de tres variants.

## Història

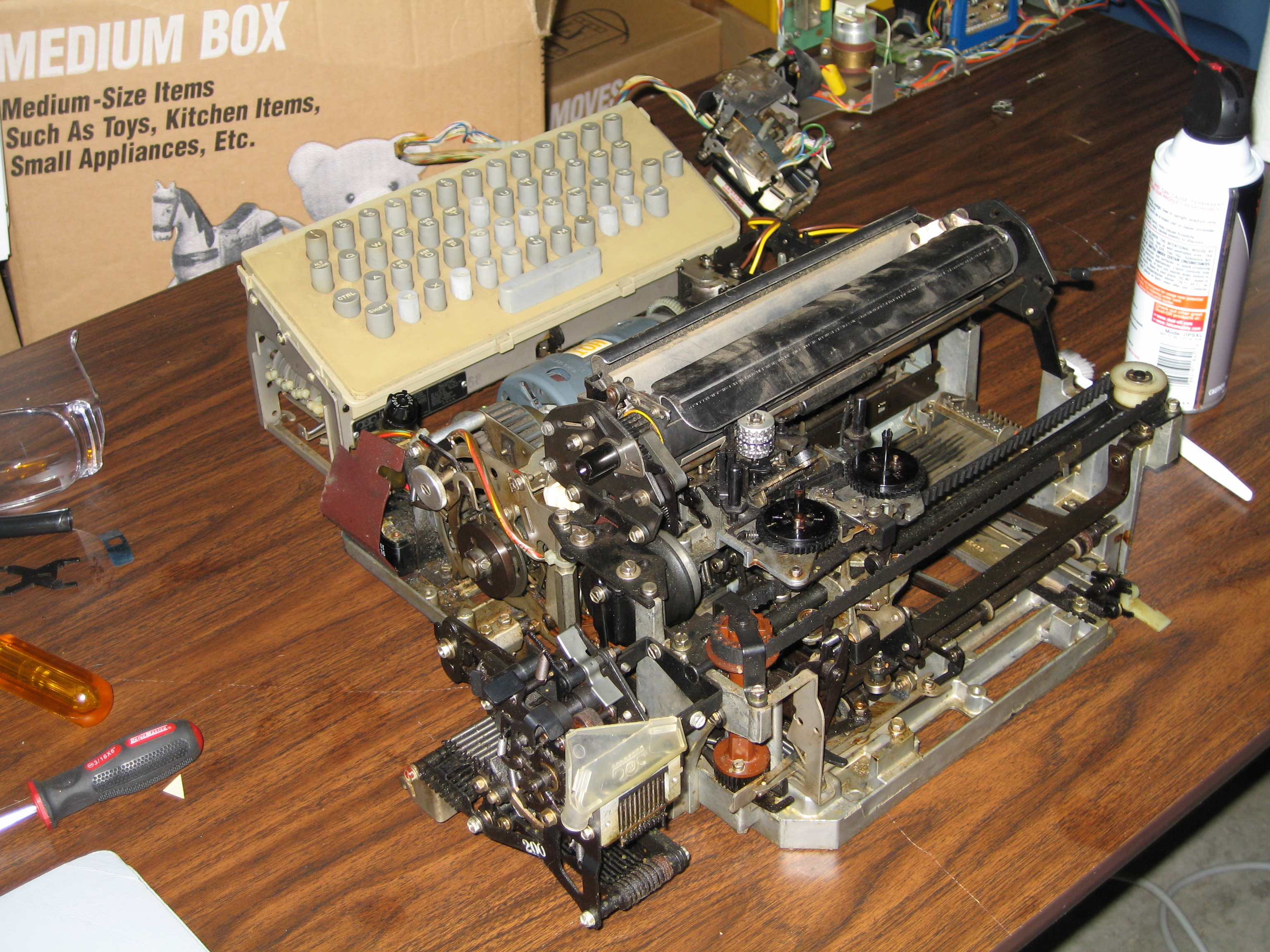
Estructura interna d'un ASR-33

El terminal Model 33 de Teletype Corporation, introduït el 1963, va ser un dels terminals més populars en la indústria de telecomunicacions mundial. Més de mig milió dels models 32 i 33 es van fabricar fins al 1975, i el terminal núm. 500.000 va ser revestit d'una pel·lícula d'or i es va mostrar en una exposició especial al gran públic. Unes altres 100.000 unitats més es van fer en els següents 18 mesos, i el "número de sèrie 600.000", fabricat el 1976, any del bicentenari dels EUA, es va pintar de color vermell-blanc i blau i es va exhibir per tots els Estats Units durant l'última part d'aquest any i l'any següent.

## Característiques
El mecanisme d'impressió utilitzava un capçal cilíndric sobre un carro mòbil, semblant al que més tard portaria la IBM Selectric, capaç d'imprimir deu caràcters per segon. Permetia imprimir el joc de caràcters ASCII, havent-hi disponible també, un terminal en codi Baudot. El lector-perforador de cinta perforada de 8 forats de la versió ASR també funcionava a una velocitat de deu caràcters per segon.

## Models
El model Teletype 33 va estar disponible en un total de tres variants:
- 33 ASR (A utomatic End & R eceive): Totalment equipat per a l'enviament i recepció amb un teclat, així com un lector-perforador de cinta perforada
- 33 KSR (K eyboard S end & R eceive): amb teclat, però sense lector-perforador de cinta perforada
- 33 RO (R eceive O nly): només per a la recepció, per tant, sense teclat i sense lector-perforador de cinta perforada